# David Milman
Pour les articles homonymes, voir Milman.
David Pinhusovich Milman (russe : Дави́д Пи́нхусович Ми́льман), né le 15 janvier 1912 à Tchechelnik, près de Vinnytsia, et mort le 12 juillet 1982 à Tel Aviv, est un mathématicien israélien d'origine soviétique. 
Il fut une figure marquante de l'école soviétique d'analyse fonctionnelle. Il émigra en Israël dans les années 1970 et fut professeur à l'université de Tel Aviv.

## Biographie
Milman est connu pour les méthodes qu'il a développées en analyse fonctionnelle, en particulier en théorie des opérateurs (en), en lien étroit avec des problèmes concrets issus de la physique mathématique, par exemple sur les équations différentielles et les modes normaux. Il a contribué aux théorèmes de Krein-Milman et de Milman-Pettis.
David Milman a obtenu son doctorat à l'université d'Odessa en 1939, sous la direction de Mark Krein. 
Il est le père des deux mathématiciens Vitali Milman et Pierre Milman.